# 皮利沃河 (斯米尔内赫区)
皮利沃河（俄语：Река Пильво）或ペレオ川（{日语：ペレオ川／ぺれおがわ）是萨哈林州斯米尔内赫区的河流，源起卡梅绍维山脉，长53公里，流域面积591平方公里，由东南向西北流，注入鞑靼海峡。